# Stazione meteorologica di Lentini
La stazione meteorologica di Lentini è la stazione meteorologica di riferimento relativa alla città di Lentini.

## Coordinate geografiche
La stazione meteo si trova nell'Italia insulare, in Sicilia,  in provincia di Siracusa, nel comune di Lentini, a 43 metri s.l.m. e alle coordinate geografiche 37°17′N 15°00′E.

## Dati climatologici
In base alla media trentennale di riferimento 1961-1990, la temperatura media del mese più freddo, gennaio, si attesta a +11,0 °C; quella del mese più caldo, agosto, è di +27,5 °C.
| Lentini            | Mesi | Mesi | Mesi | Mesi | Mesi | Mesi | Mesi | Mesi | Mesi | Mesi | Mesi | Mesi | Stagioni | Stagioni | Stagioni | Stagioni | Anno |
| Lentini            | Gen  | Feb  | Mar  | Apr  | Mag  | Giu  | Lug  | Ago  | Set  | Ott  | Nov  | Dic  | Inv      | Pri      | Est      | Aut      | Anno |
| ------------------ | ---- | ---- | ---- | ---- | ---- | ---- | ---- | ---- | ---- | ---- | ---- | ---- | -------- | -------- | -------- | -------- | ---- |
| T. max. media (°C) | 16,4 | 16,2 | 18,6 | 21,9 | 26,5 | 31,2 | 34,6 | 34,9 | 31,0 | 25,7 | 21,2 | 17,4 | 16,7     | 22,3     | 33,6     | 26,0     | 24,6 |
| T. min. media (°C) | 5,6  | 5,7  | 7,2  | 9,4  | 12,6 | 16,8 | 19,4 | 20,0 | 18,0 | 14,3 | 10,3 | 7,3  | 6,2      | 9,7      | 18,7     | 14,2     | 12,2 |

Source=https://championtraveler.com/dates/best-time-to-visit-lentini-it/

### Dati climatologici 1981-2010
In base alla media di riferimento (1981-2010), la temperatura media del mese più freddo, gennaio, si attesta a +11,4 °C; quella del mese più caldo, agosto, è di +28,3 °C.
| Lentini (1981-2010) | Mesi | Mesi | Mesi | Mesi | Mesi | Mesi | Mesi | Mesi | Mesi | Mesi | Mesi | Mesi | Stagioni | Stagioni | Stagioni | Stagioni | Anno |
| Lentini (1981-2010) | Gen  | Feb  | Mar  | Apr  | Mag  | Giu  | Lug  | Ago  | Set  | Ott  | Nov  | Dic  | Inv      | Pri      | Est      | Aut      | Anno |
| ------------------- | ---- | ---- | ---- | ---- | ---- | ---- | ---- | ---- | ---- | ---- | ---- | ---- | -------- | -------- | -------- | -------- | ---- |
| T. max. media (°C)  | 16,7 | 17,3 | 19,5 | 22,4 | 27,3 | 32,0 | 35,4 | 35,4 | 31,4 | 26,9 | 21,5 | 17,5 | 17,2     | 23,1     | 34,3     | 26,6     | 25,3 |
| T. min. media (°C)  | 6,0  | 6,0  | 7,5  | 9,9  | 13,4 | 17,5 | 20,3 | 21,1 | 18,6 | 15,1 | 10,5 | 7,5  | 6,5      | 10,3     | 19,6     | 14,7     | 12,8 |

## Valori estremi

### Temperature estreme mensili dal 1924 ad oggi
Nella tabella sottostante sono riportate le temperature massime e minime assolute mensili, stagionali ed annuali dal 1924 ad oggi, con il relativo anno in cui si queste si sono registrate. La massima assoluta del periodo esaminato di +47,5 °C risale al luglio 1931, mentre la minima assoluta di -6,5 °C è del febbraio 2008.
| Lentini (1924-2023)   | Mesi        | Mesi        | Mesi        | Mesi        | Mesi        | Mesi        | Mesi        | Mesi        | Mesi        | Mesi        | Mesi        | Mesi        | Stagioni | Stagioni | Stagioni | Stagioni | Anno |
| Lentini (1924-2023)   | Gen         | Feb         | Mar         | Apr         | Mag         | Giu         | Lug         | Ago         | Set         | Ott         | Nov         | Dic         | Inv      | Pri      | Est      | Aut      | Anno |
| --------------------- | ----------- | ----------- | ----------- | ----------- | ----------- | ----------- | ----------- | ----------- | ----------- | ----------- | ----------- | ----------- | -------- | -------- | -------- | -------- | ---- |
| T. max. assoluta (°C) | 27,0 (1937) | 27,0 (2002) | 33,0 (2001) | 32,8 (1934) | 40,4 (1945) | 45,0 (1952) | 47,5 (1931) | 47,0 (1999) | 42,2 (1924) | 38,2 (1999) | 30,6 (1990) | 27,2 (1939) | 27,2     | 40,4     | 47,5     | 42,2     | 47,5 |
| T. min. assoluta (°C) | −3,5 (2012) | −6,5 (2008) | −3,0 (2011) | −1,0 (2001) | 4,0 (2005)  | 7,6 (2006)  | 11,9 (2007) | 12,0 (1926) | 9,3 (2004)  | 4,3 (2009)  | −1,4 (2006) | −3,4 (2017) | −6,5     | −3,0     | 7,6      | −1,4     | −6,5 |